# نانسی اولیور
نانسی اولیور (انگلیسی: Nancy Oliver؛ زادهٔ ۸ فوریه ۱۹۵۵) یک فیلم‌نامه‌نویس اهل ایالات متحده آمریکا است.
او که برای نوشتنِ بخش‌هایی از مجموعه تلویزیونی پرطرفدارِ شش فوت زیر زمین (۲۰۰۵ - ۲۰۰۱) معروف است، موفق شد برای نوشتنِ فیلم‌نامهٔ فیلم لارس و دختر واقعی (۲۰۰۷) در رشتهٔ بهترین فیلم‌نامهٔ غیراقتباسی نامزد جایزه اسکار شود.